# Portela (Arcos de Valdevez)
Portela ist ein Ort und eine ehemalige Gemeinde (Freguesia) im nordportugiesischen Kreis Arcos de Valdevez. In der Gemeinde lebten 260 Einwohner (Stand 30. Juni 2011).
Am 29. September 2013 wurden die Gemeinden Portela und Extremo zur neuen Gemeinde União das Freguesias de Portela e Extremo zusammengefasst. Portela ist Sitz dieser neu gebildeten Gemeinde.